# Bengt Holmström
Bengt Holmström (Hèlsinki, 18 d'abril de 1949) és un economista finlandès. Li fou atorgat el Premi del Banc de Suècia de Ciències Econòmiques en memòria d'Alfred Nobel el 2016, juntament amb Oliver Hart, per «les seves contribucions a la teoria de contractes».
Es doctorà el 1978 per la Universitat Stanford i des de 1994 és professor al MIT. La recerca de Holström se centra en el disseny de contractes en situacions en què el comportament d'una de les parts contractuals no pot ser observat per l'altra. En particular, analitza com el pagament en un contracte hauria de dependre de resultats observables que siguin informatius sobre el comportament.

## Publicacions
- Holmström, Bengt, 1972. "En icke-linear lösningsmetod för allokationsproblem". University of Helsinki.
- Holmström, Bengt, 1979. "Moral Hazard and Observability," Bell Journal of Economics, 10(1), pp. 74–91.
- _____, 1982. "Moral Hazard in Teams," Bell Journal of Economics, 13(2), 324–340.
- _____, 1983. "Equilibrium Long-Term Labor Contracts," Quarterly Journal of Economics, 98(Supplement), pp. 23–54.
- _____, 1999. "Managerial Incentive Problems: A Dynamic Perspective," Review of Economic Studies, 66(1), 169–182.
- Holmström, Bengt, and Paul Milgrom, 1991. "Multitask Principal-Agent Analyses: Incentive Contracts, Asset Ownership, and Job Design," Journal of Law, Economics, and Organization, 7, 24–52 Arxivat 2012-04-25 a Wayback Machine..
- _____, 1994. "The Firm as an Incentive System," American Economic Review, 84(4), pp. 972–991.
- Holmström, Bengt, and John Roberts, 1998. "The Boundaries of the Firm Revisited," Journal of Economic Perspectives, 12(4), pp. 73–94
- Holmström, Bengt, and Jean Tirole, 1998. "Private and Public Supply of Liquidity," Journal of Political Economy, 106(1), pp. 1–40.